# مارتن ريني
مارتن ريني (بالإنجليزية: Martin Rennie)‏ (22 مايو 1975 في المملكة المتحدة - ) هو مدرب كرة قدم ولاعب كرة قدم بريطاني في مركز الوسط. لعب مع Seoul E-Land FC ‏.

## وصلات خارجية
- مارتن ريني على موقع دوري كوريا الجنوبية (الإنجليزية)
- مارتن ريني على موقع قاعدة بيانات كرة القدم.إي يو (الإنجليزية)
- مارتن ريني على موقع عالم كرة القدم.نت (الإنجليزية)